# 小林勝也
小林 勝也（こばやし かつや、1943年3月25日 - ）は、日本の俳優、声優。東京都出身。身長168cm。文学座所属。

## 略歴
1966年に文学座研究所に入所し、同年に『マスグレーヴ軍曹の踊り』で初舞台。1969年に文学座の座員となる。早稲田大学第一文学部卒業。

## 出演

### テレビドラマ
- 大河ドラマ（NHK）
  - 竜馬がゆく（1968年） - 谷作七
  - 花神（1977年） - 緒方惟準
  - 翔ぶが如く（1990年） - 青山忠良
  - 花の乱（1994年） - 足利義教
  - 八代将軍吉宗（1995年）-  伊奈半左衛門
  - 毛利元就（1997年）-  福島信之
  - 徳川慶喜（1998年） - 二条斉敬
  - 風林火山（2007年） - 諏訪満隣
  - 篤姫（2008年） - 木村摂津守
  - 軍師官兵衛（2014年） - 高山友照
  - 真田丸（2016年） - 前田利家
  - いだてん〜東京オリムピック噺〜（2019年） - 三浦梧楼
- 鬼平犯科帳（八代目松本幸四郎版） 第1シリーズ  第27話「五年目の客」（1970年） - 弥七
- 天皇の世紀（1971年）
- 太陽にほえろ!（日本テレビ / 東宝）
  - 第11話「愛すればこそ」（1972年）
  - 第204話「厭な奴」（1976年）
- パパと呼ばないで 第26話「ママが生きてた!」（1973年、日本テレビ / ユニオン映画） - 村上
- 銀座わが町（1973年、NHK）
- 新撰組（1973年、フジテレビ）
- 華麗なる一族（1974年、毎日放送） - 平松（阪神銀行行員）
- 少年探偵団 第1話「UFO地球を襲う」（1975年、日本テレビ） - 小島記者（怪人二十面相の変相）[6]
- 俺たちの旅（1975年、日本テレビ）
- 落日燃ゆ（1976年、NET）
- いろはの"い" 第16話「目撃者」（1976年、日本テレビ）
- 未来からの挑戦（1977年、NHK）
- 特捜最前線 第5話「行方不明の愛」（1977年、テレビ朝日 / 東映）
- 土曜ドラマ / 松本清張シリーズ・依頼人（1977年、NHK） - 執行官
- 俺たちの祭（日本テレビ / ユニオン映画）
- 大空港 第43話「新米刑事が翔んだ!」（1979年、フジテレビ / 松竹）
- 男子の本懐（1981年、NHK）
- 10年目のはち合わせ（1984年、毎日放送）
- 土曜ワイド劇場（テレビ朝日）
  - 牟田刑事官事件ファイル 第2作「女たちの殺人パーティー」（1985年5月11日） - 小林刑事 役
  - 殺意の朝日連峰（1989年）
  - 十津川警部の対決 寝台特急「さくら」長崎に消えた女!（1991年）
  - 渓流釣りシリーズ / 伊豆下田、寝姿山で待つ女（1992年）
  - 匿名容疑者（2001年）
  - 犯罪心理学教授・兼坂守の捜査ファイル1（2014年） - 尾崎一寿
  - ゴーストライターの殺人取材2（2015年） - 竹岡修司
- 誇りの報酬 第42話「狙撃者は誰をねらったか」（1986年、NTV / 東宝） - 五井生命社員（牧野の同僚）
- ジャングル 第18話「逆転タイムリー」（1987年、日本テレビ）
- パパは年中苦労する 第6話 （1988年、TBS）
- 特救指令ソルブレイン 第16話「母艦S.S.-I消失」（1991年、テレビ朝日） - 笠原誠一
- 眠れない夜をかぞえて（1992年、TBS） - 大垣朝祐
- 総理と呼ばないで（1997年、フジテレビ） - 首席補佐官
- 火曜サスペンス劇場（日本テレビ）
  - 松本清張スペシャル・中央流沙（1998年） - 児島主任検事
- 結婚ラプソディ（1999年、NHK）
- リング〜最終章〜（1999年、フジテレビ）
- HERO（2001年、フジテレビ）
- 御宿かわせみ（2003年、NHK）
- 女神の恋（2003年、NHK）
- 蝉しぐれ（2003年、NHK）
- 天花（2004年、NHK） - 正岡建郎
- 白い巨塔（2003年、フジテレビ） - 大阪地裁・裁判長
- 相棒
  - season2 第17話（2003年、テレビ朝日） - 小早川剛 役
  - season10 第3話（2011年11月2日、テレビ朝日） - 浅沼幸人 役
- ワンダフルライフ（2004年、フジテレビ） - 妻坂憲明
- 白線流し・最終章〜夢見る頃を過ぎても（2005年、フジテレビ）
- 紅の紋章（2006年、東海テレビ制作・フジテレビ） - 沢村久蔵
- 愛の劇場・温泉へGo!（2008年、TBS系）
- 臨場（2009年4月、テレビ朝日） - 西田守
- 開局50周年記念ドラマ 不毛地帯（2009年、フジテレビ） - 矢田参謀総長
- 浅見光彦〜最終章〜 第2話（2009年、TBS）
- JIN-仁-（2009年、TBS） - 伊東玄朴
- 日本人の知らない日本語 第3話（2010年7月、読売テレビ） - おでん屋主人
- 水戸黄門第42部 第15話「内蔵助殿、助太刀致す -赤穂-」（2011年1月31日、TBS） - 黒沼甚兵衛
- 見知らぬわが町（2010年12月10日、NHK福岡放送局製作　福岡発地域ドラマ・2011年5月5日、全国放送） - 竹本勝男
- 新・警視庁捜査一課9係 season3 第8話（2011年8月24日、テレビ朝日）
- 運命の人（2012年3月4日、TBS） - 木柿裁判長（東京高裁）
- 正月時代劇・御鑓拝借〜酔いどれ小籐次留書〜（2013年1月1日、NHK） - 糸魚川寛五郎
- とんび 第1話（2013年1月13日、TBS） - 朝本医師
- 土曜ドラマスペシャル・実験刑事トトリ2 第5話（2013年11月11日、NHK） - 小野田義人
- クロコーチ（2013年） - 駒野医師
- リーガル・ハイ（2013年） - 木村剛
- 半沢直樹（2013年）- 運転手
- 植物男子ベランダー（2014年、NHK BSプレミアム） - 老紳士
- ダークスーツ（2014年、NHK） - 寺内重文
- MOZU（2015年） - 森井組長
- 未解決事件 File.05 ロッキード事件（2016年） - 安原美穗
- 百合子さんの絵本 〜陸軍武官・小野寺夫婦の戦争〜（2016年、NHK） - 宇佐川太郎
- 先に生まれただけの僕 （2017年11月11日 、日本テレビ） -  原貴一郎
- 60 誤判対策室（2018年） - 梶永住職
- 不要不急の銀河（2020年） - 河原八郎 役
- 遺留捜査 第6シリーズ 第4話（2021年2月4日、テレビ朝日） - 梶木邦昭 役
- ちむどんどん（2022年） - 石川小太郎 役
- Get Ready！（2023年） -  石川智明（別名：クローバー） 役
- ラストマン-全盲の捜査官- 第7話（2023年） - 葛西征四郎 役[7]
- お別れホスピタル（2024年） - 久田勝 役[8]

### ラジオドラマ
- FMシアター（NHK-FM）
  - 『冬の曳航』（2017年1月14日）[9]

### 映画
- 日本フィルハーモニー物語 炎の第五楽章（1981年、エヌ・アール企画）
- 凶弾（1982年、松竹）
- 銀色のシーズン（2008年、東宝/フジテレビ） - 矢野新平 役
- おっぱいバレー（2009年、ワーナー・ブラザース映画/東映（共同配給））
- 夢売るふたり（2012年） - 金山寿夫 役
- 暗黒女子（2017年）
- ばるぼら（2020年11月20日、イオンエンターテイメント）
- 決戦は日曜日（2022年） - 川島昌平 役
- シン・ウルトラマン（2022年）[10] - 与党幹事長 役
- ロストサマー（2023年） - 笹井秋 役[11]
- 怪物の木こり（2023年） - 渡辺伸夫 役
- おまえの罪を自白しろ（2023年） - 九條哲夫 役[12]

### 舞台
- 女の一生
- 怪談 牡丹燈籠
- トゥーランドット（ティムール）
- 東京原子核クラブ（西田義雄）
- 新宿八犬伝
- 姉妹たちの庭で 〜モーニングス・アット・セブン〜（テヴィット）
- 天守物語
- 仮名手本ハムレット（1992年、俳優座劇場） - 勘弥 役[13]
- 少年H（1999年） - 鉄吉（氷屋のオッチャン）/田森教官 役
- キル(イマダ/蒼い狼)（2007年 - 2008年）
- 国民の映画（2011年）
- うかうか三十、ちょろちょろ四十（2013年、紀伊國屋サザンシアター）
- 君となら〜Nobody Else But You（2014年） - 諸星賢也 役
- 嵐が丘（2015年、日生劇場） - ジョウゼフ 役
- かもめ（2016年） - ソーリン 役[14]
- 「デルフィニア戦記」第一章（2017年1月、天王洲銀河劇場） - フェルナン伯爵 役
- バリーターク（2018年、神奈川芸術劇場・シアタートラム・兵庫県立芸術文化センター阪急中ホール）[15]
- 音楽劇 アルトゥロ・ウイの興隆（2020年1月11日-2月2日、神奈川芸術劇場）
- セツアンの善人（英語版）（2024年、世田谷パブリックシアター・兵庫県立芸術文化センター阪急中ホール）[16]
- 路上7 インパーフェクト・デイズ（2024年、SPACE 雑遊）[17]
- 肝っ玉おっ母とその子供たち（2025年、文学座アトリエ） - 大佐 役 他[18][19]

### テレビアニメ
- 攻殻機動隊 STAND ALONE COMPLEX（2002年） - 辻崎英雄
- Fate/stay night（2006年） - マーリン

### 劇場アニメ
- GHOST IN THE SHELL / 攻殻機動隊2.0（2008年） - ウィリス

### 吹き替え
- ゾディアック
- ８1/2の女たち
- ドクター・フー（ジョン・ルーミック / サイバーコントローラー）
- ハリー・ポッターと賢者の石（オリバンダー老人〈ジョン・ハート〉）
- ハリー・ポッターと死の秘宝 PART1（オリバンダー老人〈ジョン・ハート〉）
- ハリー・ポッターと死の秘宝 PART2（オリバンダー老人〈ジョン・ハート〉）
- ミステリー・ゾーン/死神につかれた男（死神）※音源紛失話新録版
- 名探偵モンク6 第2話 （パトリック・クリスター〈デヴィッド・ストラザーン〉）
- ロズウェル - 星の恋人たち（ジム・バレンティ保安官〈ウィリアム・サドラー〉）

### その他
- NHKスペシャル（NHK総合）
  - 「激流中国」ナレーション
  - 「日本海軍 400時間の証言」（2009年8月9日、11日）声の出演
  - 「ノモンハン 責任なき戦い」（2018年8月15日）語り
  - 「かくて“自由”は死せり ～ある新聞と戦争への道～」（2019年8月12日）浜口雄幸
- WALKING EYES アルクメデス 「QUBE」（2010年8月26日、NHK総合）
- 時代劇法廷（2010年、時代劇専門チャンネル）